# Musik der Zeit
Musik der Zeit ist eine 1951 gegründete Konzertreihe des Westdeutschen Rundfunks (WDR).

## Entstehungsgeschichte
Nachdem im Februar 1949 das Richtfest des Funkhauses Wallrafplatz gefeiert worden war, wurde im August 1950 der darin befindliche Große Sendesaal als einer von insgesamt acht Sendesälen erstmals der Öffentlichkeit vorgestellt. Er war bei seiner offiziellen Eröffnung am 19. Oktober 1951 der erste große Konzertsaal in Köln; heute finden dort jährlich etwa 60 Konzerte statt.
Musik der Zeit wurde zu einem Zeitpunkt ins Leben gerufen, als der zeitgenössischen Musikproduktion von Rundfunksendern reihenweise neue Podien eingeräumt wurden. Die Münchner musica viva hatte bereits begonnen; das neue werk startete 1951 in Hamburg (NWDR), kurz danach folgten in Stuttgart und Berlin Musik unserer Zeit (SDR 1954), Musik der Gegenwart (SFB 1955) und bei Radio Bremen das Festival pro musica nova (1961). In Frankreich wurde – unabhängig vom Rundfunk – 1954 die Konzertreihe Domaine Musical ins Leben gerufen.
Hasso Wolf war von Beginn an bis zu seinem pensionsbedingten Ausscheiden im Juli 1991 Moderator der Serie. Patrick Hahn übernahm 2024 nach der 35-jährigen Ära von Harry Vogt die künstlerische Leitung der Wittener Tage für neue Kammermusik und damit auch die Gestaltung und Weiterentwicklung der renommierten Uraufführungsreihe Musik der Zeit.

## Eröffnungskonzert
Am 8. Oktober 1951 dirigierte Igor Strawinsky im Großen Sendesaal das Eröffnungskonzert mit der deutschen Uraufführung seiner Bläsersinfonie. Das war der Auftakt für die Konzertserie, die bis 1953 noch den Titel „Konzerte für Neue Musik“ trug. Im Rahmen dieser Serie kam es zu wichtigen Uraufführungen, so etwa von Karlheinz Stockhausens Gesang der Jünglinge am 30. Mai 1956, seinen Gruppen für 3 Orchester am 24. März 1958 oder von Werken Hans Werner Henzes und Bernd Alois Zimmermanns am 27. November 1958. Bis heute fanden in dieser Reihe weit über 500 Uraufführungen statt.

## Künstlerische Leiter
- Erich Winkler (1951–53)
- Karl O. Koch (1953–55)
- Eigel Kruttge (1955–57)
- Otto Tomek (1957–71)
- Wolfgang Becker (1972–97)
- Harry Vogt (Mitarbeit seit 1991, Leitung seit 1997 bis 2022)
- Patrick Hahn (seit 2022)

## Bibliographie
- Musik der Zeit 1951-2001. 50 Jahre Neue Musik im WDR. Essays – Erinnerungen – Dokumentation. Herausgegeben von Frank Hilberg und Harry Vogt. Hofheim 2002, Wolke Verlag. ISBN 3923997981. Enthält 2 CDs mit Erstveröffentlichungen von Auftragswerken und Uraufführungen.